# M40 (fucile)
L'M40 è un fucile di precisione attualmente utilizzato dallo United States Marine Corps.

## Caratteristiche
Il modello A3 attuale costa 1700 dollari. Il fucile è basato sul Remington 700, al quale gli specialisti dell'armeria nella base del Corpo dei Marine di Quantico aggiungono componenti provenienti da diversi fornitori. Le armi di nuova introduzione vengono realizzate nello standard M40A3, mentre gli A1 vengono aggiornati ad A3 in occasione delle revisioni periodiche a cui sono sottoposti. I fucili hanno comunque molte ulteriori sub-varianti, consistenti in variazioni nel mirino telescopico o in personalizzazioni minori per i singoli utenti. L'originale M40 era una versione coperta da segreto militare del Remington 700, realizzata comunque in serie presso la fabbrica, e aveva un calcio in legno.

## Storia

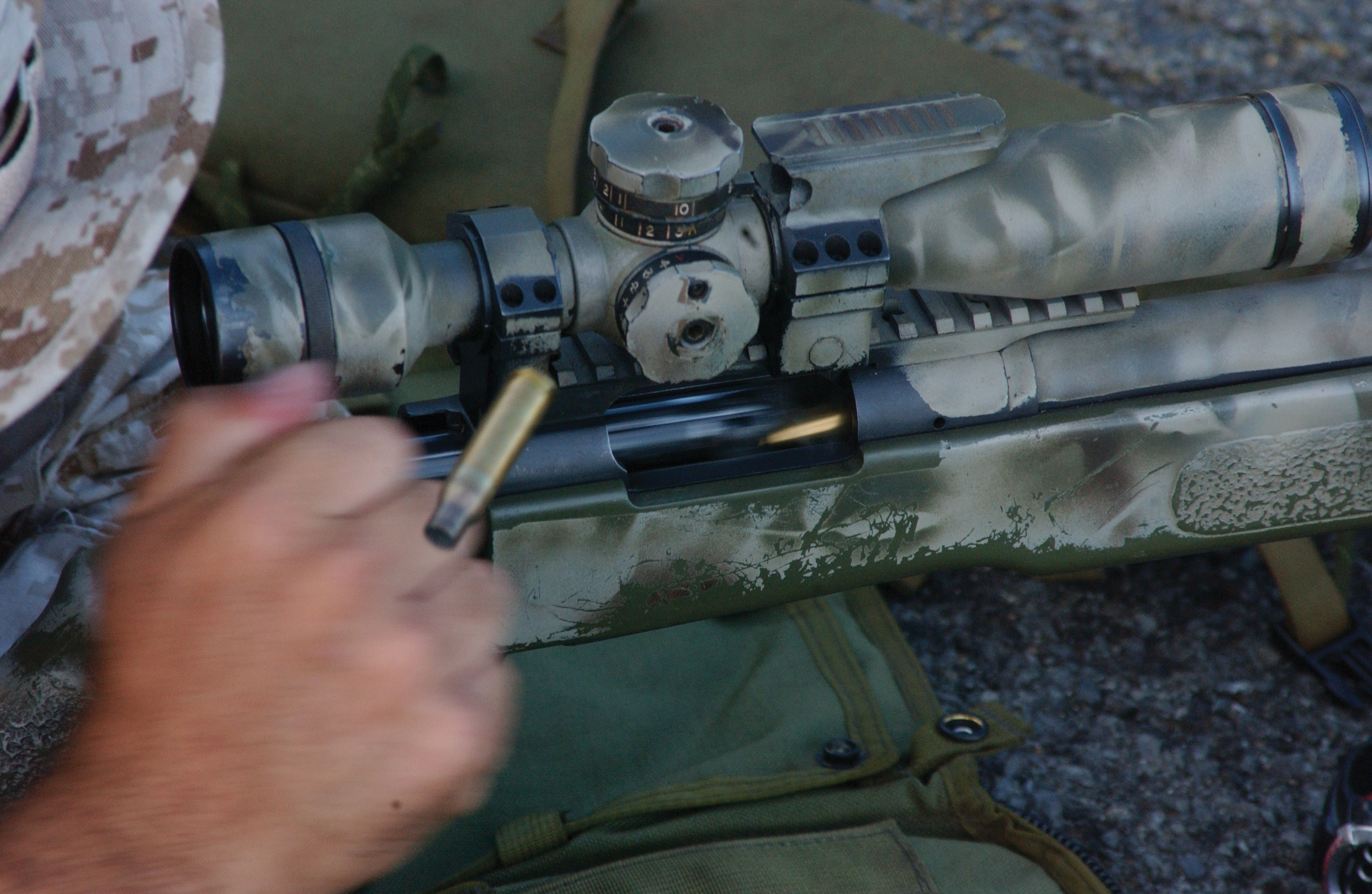
Un marine ricarica il suo M40 A3.

Durante la guerra del Vietnam, i Marines decisero di standardizzare il fucile di precisione in dotazione. Dopo aver esaminato diverse proposte, nel 1966 venne adottato il fucile Remington 700 modello 40x e gli venne data la designazione M40.
Nei primi anni settanta le armerie USMC della MCB di Quantico cominciarono a modificare gli originale M40 portandoli allo standard M40A1. In questo processo, tra gli altri miglioramenti, sostituivano il calcio di legno originale, con uno in fibra di vetro e il cannocchiale originale Redfield 3-9x40 con l'Unertl MST-100 10x42.
Tra i nomi famosi che hanno utilizzato questo fucile c'è Chris Kyle, soprannominato «Diavolo di Ramadi». È stato un tiratore scelto dei Navy Seal americani e durante la campagna in Iraq ha ucciso 255 guerriglieri (di cui 160 risultano confermati dal Pentagono). 
Nel suo arsenale un fucile M40 e un Tac 338 modificati in base alle esperienze sul campo.

## Varianti
- M40A1 : calcio in vetroresina McMillan HTG, ottica Unertl MST-100.
- M40A3 : Sviluppato tra il 1996 e il 2001, calcio McMillan mod. A4, ottica Schmidt & Bender 3–12×50 Police Marksman II LP dedicata, caricatore estraibile.
- M40T7 : L'ultima versione, prodotto dalla Tactical Rifles con scocca in polimero mimetico e con alcune parti prodotte artigianalmente. Nel calcio si trova un alloggiamento per un caricatore di riserva